# Hummelfeld
Hummelfeld is een gemeente in de Duitse deelstaat Sleeswijk-Holstein, en maakt deel uit van de Kreis Rendsburg-Eckernförde.
Hummelfeld telt 278 inwoners.
Achterwehr · Ahlefeld-Bistensee · Alt Duvenstedt · Altenhof · Altenholz · Arpsdorf · Ascheffel · Aukrug · Bargstall · Bargstedt · Barkelsby · Beldorf · Bendorf · Beringstedt · Bissee · Blumenthal · Böhnhusen · Bokel · Bordesholm · Borgdorf-Seedorf · Borgstedt · Bornholt · Bovenau · Brammer · Bredenbek · Breiholz · Brekendorf · Brinjahe · Brodersby · Brügge · Büdelsdorf · Bünsdorf · Christiansholm · Damendorf · Damp · Dänischenhagen · Dätgen · Dörphof · Eckernförde · Ehndorf · Eisendorf · Ellerdorf · Elsdorf-Westermühlen · Embühren · Emkendorf · Felde · Felm · Fleckeby · Flintbek · Fockbek · Friedrichsgraben · Friedrichsholm · Gammelby · Gettorf · Gnutz · Gokels · Goosefeld · Grauel · Grevenkrug · Groß Buchwald · Groß Vollstedt · Groß Wittensee · Güby · Haale · Haby · Hamdorf · Hamweddel · Hanerau-Hademarschen · Haßmoor · Heinkenborstel · Hoffeld · Hohenwestedt · Hohn · Holtsee · Holzbunge · Holzdorf · Hörsten · Hummelfeld · Hütten · Jahrsdorf · Jevenstedt · Karby · Klein Wittensee · Königshügel · Kosel · Krogaspe · Kronshagen · Krummwisch · Langwedel · Lindau · Lohe-Föhrden · Loop · Loose · Luhnstedt · Lütjenwestedt · Meezen · Melsdorf · Mielkendorf · Molfsee · Mörel · Mühbrook · Negenharrie · Neudorf-Bornstein · Neu Duvenstedt · Neuwittenbek · Nienborstel · Nindorf · Noer · Nortorf · Nübbel · Oldenbüttel · Oldenhütten · Osdorf · Ostenfeld (Rendsburg) · Osterby · Osterrönfeld · Osterstedt · Ottendorf · Owschlag · Padenstedt · Prinzenmoor · Quarnbek · Rade b. Hohenwestedt · Rade b. Rendsburg · Reesdorf · Remmels · Rendsburg · Rickert · Rieseby · Rodenbek · Rumohr · Schacht-Audorf · Schierensee · Schinkel · Schmalstede · Schönbek · Schönhorst · Schülldorf · Schülp b. Nortorf · Schülp b. Rendsburg · Schwedeneck · Seefeld · Sehestedt · Sophienhamm · Sören · Stafstedt · Steenfeld · Strande · Tackesdorf · Tappendorf · Techelsdorf · Thaden · Thumby · Timmaspe · Todenbüttel · Tüttendorf · Waabs · Wapelfeld · Warder · Wasbek · Wattenbek · Westensee · Westerrönfeld · Windeby · Winnemark